# Nikołaj Czuchnow
Nikołaj Nikołajewicz Czuchnow, ros. Николай Николаевич Чухнов (ur. 1897 w Petersburgu, zm. 10 stycznia 1978 w Nowym Jorku) – rosyjski emigracyjny działacz młodzieżowy, wydawca i publicysta, wojskowy Ochotniczego Batalionu SS „Varjag”, oficer sztabowy 1 Kozackiej Dywizji Kawalerii, a następnie Samodzielnego Korpusu Kozackiego podczas II wojny światowej, działacz monarchistyczny, pisarz.

## Życiorys
Walczył z bolszewikami w stopniu korneta w wojskach białych gen. Antona I. Denikina. W poł. listopada 1920 r. wraz z wojskami białych ewakuował się z Krymu do Gallipoli. Na emigracji zamieszkał w Królestwie SHS. Zamieszkał w Belgradzie. Przewodniczył Związkowi Młodzieży Rosyjskiej. W latach 1924–1926 wydawał pismo „Наше будущее”. W 1926 r. uczestniczył w rosyjskim zjeździe zagranicznym w Paryżu. Następnie do 1927 r. pełnił funkcję redaktora tygodnika „Словен”. Pisał artykuły do prasy jugosłowiańskiej i emigracyjnej prasy rosyjskiej. Wiosną 1942 r. wstąpił do nowo formowanego Ochotniczego Batalionu SS „Varjag”. Uczestniczył w walkach z jugosłowiańską partyzantką komunistyczną. W 1944 r. przeniesiono go do sztabu 1 Kozackiej Dywizji Kawalerii. W kwietniu 1945 r. znalazł się w Salzburgu w sztabie znajdującego się w stadium formowania Samodzielnego Korpusu Kozackiego gen. Antona W. Turkula. Po zakończeniu wojny przebywał w obozach dla uchodźców cywilnych w zachodnich Niemczech. Od lata 1946 r. wydawał pismo „Огни”. W październiku 1947 r. w Monachium wszedł w skład grupy inicjatywnej odrodzenia ruchu monarchistycznego na uchodźstwie. Od końca listopada tego roku pełnił funkcję sekretarza generalnego Przedstawicielstwa Wyższej Rady Monarchistycznej na teren Niemiec i Austrii. Na pocz. czerwca 1949 r. wyemigrował do USA. Od pocz. września tego roku wydawał w Nowym Jorku polityczne pismo monarchistyczne „Знамя России”. Od listopada był członkiem Głównego Zarządu Rosyjskiej Unii Wszechmonarchistycznej. Na pocz. marca 1953 r. stanął na jej czele. Współorganizował i współkierował w dniach 22-24 marca 1958 r. zjazdem wszechmonarchistycznym w Nowym Jorku, w rezultacie którego powstał Front Wszechmonarchistyczny. Nikołaj N. Czuchnow wszedł w skład jego kierownictwa. Pozostawił po sobie wspomnienia pt. „В смятенные годы”, wydane w 1967 r.